# Кубок Украины по мини-футболу 1996/1997
Кубок Украины по мини-футболу 1996/97 — розыгрыш национального кубка Украины по мини-футболу, который прошёл с 7 декабря 1996 по 15 февраля 1997 года.
В розыгрыша кубка приняло участие 20 команд. Матчи 1/16 финала с участием восьми команд состоялись 7 и 14 декабря 1996 года. К четырём победителям добавились двенадцать оставшихся участников кубка. Игры 1/8 финала прошли 19 и 22 декабря 1996 года. В четвертьфинале встретились следующие пары команд: «ДСС» — «Механизатор», «УС Корпия» — «Запорожкокс», «Интеркас» — «Случ», «Уголёк» — «Локомотив» (Одесса).
Четвертьфинальные игры состоялись 11 и 18 января 1997 года. По итогам 1/4 финала в полуфинал вышли «УС Корпия» — «ДСС» и «Случ» — «Локомотив» (Одесса). В результате финалистами стали «ДСС» и «Локомотив» (Одесса). Оба финалиста по ходу турнира одержали по шесть побед из шести возможных. В финал вышли сильнейшие команды страны, идущие на первых двух местах в чемпионате Украины. 
Финальный матч между «Локомотивом» и «ДСС» состоялся в Киеве 15 февраля 1997 года. Планировалось провести его в киевском Дворце спорта, но из-за высокой арендной платы матч прошёл в спорткомплексе Украинского государственного университета физического воспитания и спорта. В упорной борьбе со счётом 5:3 победу одержал одесский «Локомотив».
Призы победителям вручал президент Федерации футбола Украины Валерий Пустовойтенко. Обладателями кубка стали старший тренер «Локомотива» Валерий Водян, начальник команды Евгений Армер; вратари Владимир Трибой и Максим Кондратюк; полевые игроки Вадим Чередниченко, Георгий Мельников, Павел Ардаковский, Александр Кохан, Александр Дерик, Александр Косенко, Сергей Коридзе, Олег Безуглый, Сергей Москалюк, Александр Москалюк, Игорь Москвичёв, Геннадий Мирошниченко и Алексей Юкель.